# Петербургский международный экономический форум 2024
Петербургский международный экономический форум 2024 (ПМЭФ-2024) — деловое мероприятие мирового уровня, прошедшее в Санкт-Петербурге с 5 по 8 июня 2024 года.
Главная тема 27-го ПМЭФ: «Основа многополярного мира — формирование новых точек роста».

## Участие «первых лиц» иностранных государств на ПМЭФ-2024
На полях Петербургского международного экономического форума президент РФ Владимир Путин провёл переговоры с президентами Боливии Луисом Альберто Арсе, Зимбабве Эммерсоном Мнангагвой и Республики Сербской (энтитет Боснии и Герцеговины) Милорадом Додиком.
Также Владимир Путин провёл встречу с бывшим лидером Бразилии, а ныне президентом Нового банка развития БРИКС Дилмой Русеф.

## Критика
В отличие от прошлых лет, когда форум посещали лидеры Германии, Франции, Нидерландов и Японии, среди главных участников форума 2024 года оказались делегации Зимбабве, Омана и Боливии, а также представители террористического движения «Талибан».

## Заявления
Президент РФ Владимир Путин, выступая на пленарном заседании ПМЭФ-2024, заявил, что у России нет необходимости применять ядерное оружие для победы над Украиной. По мнению Reuters, это стало самым сильный сигналом о том, что конфликт между Москвой и Киевом не перерастет в атомную войну. Также президент России заявил об отсутствии необходимости проведения в стране новой мобилизации. По его словам, на контрактную службы в ВС РФ в 2023 году поступило свыше 300 тысяч человек, а с января 2024 года — более 160 тысяч.
Согласно заявлению вице-премьера Дмитрия Чернышенко, Россия планирует начать рейсы в Иорданию и Кувейт, а также рассматривает возможности прямого авиасообщения с Индонезией, Саудовской Аравией и Южной Кореей.
По заявлению министра экономического развития Максима Решетникова, государство в рамках нововведений в налоговую систему должно приватизировать активы с управлением которых оно не справляется.
По информации министра по развитию Дальнего Востока и Арктики Алексея Чекункова, компании из Китая и Индии намерены вложить средства в строительство города Спутник близ Владивостока.
Генеральный прокурор России Игорь Краснов заявил, что по искам прокуроров с 2022 года в собственность государства было передано свыше 100 предприятий на 1,3 триллион рублей, среди которых 20 компаний, имеющих стратегическое значение.
Глава Банка России Эльвира Набиуллина, что основными задачами экономики страны являются: удержание лидерства в технологической сфере, обеспечение открытости и развитие рынка капитала.

## Основные контракты
Подписаны 982 соглашения на общую сумму 6 трлн 430 млрд рублей (учтены только соглашения, сумма которых не является коммерческой тайной). Наибольшее количество соглашений на форуме заключил Санкт-Петербург, подписав 69 договоров на сумму 1,22 трлн руб. Был принят целый ряд политических и экономических решений в рамках форума. Принято решение о создании в России единого инвестиционного портала. ВТБ, РЖД и Нацпроектстроя подписали меморандум по строительству южного обхода Санкт-Петербурга, банк ВТБ принял решение об отвязке ценных бумаг от доллара, АО «Росгеология» заключила импортозамещающий контракт по поставке оборудования для добычи алмазов. «Ростех» подписал соглашение о создании двигателей для первых отечественных сверхлегких ракет, с Индией и Кубой будут созданы совместные фармацевтические предприятия.
Также подписан еще целый ряд соглашений и меморандумов как с представителями других стран, так и внутри России.
Москва заключила соглашение о сотрудничестве с Банком России по развитию платформы цифрового рубля, в Зеленограде откроется производство биотехнологий АО «Россиум Био», которое сможет производить 13 видов лекарств международного формата. Кроме того заключен контракт на строительство в Москве первого в России роботизированного завода среднетоннажных и тяжелых грузовых автомобилей ПАО «КамАЗ», а Министр науки и высшего образования Российской Федерации Валерий Фальков и Сергей Собянин подписали меморандум о создании в Москве первого в стране центра компетенций станкоинструментальной промышленности.
Министерство инвестиций, промышленности и науки Подмосковья в ходе Петербургского международного экономического форума (ПМЭФ) подписало соглашение с компанией ГК «Клин», которая инвестирует в регион более 3 млрд рублей.
Максим Решетников провел бизнес-диалог Россия-Оман и договорился о сотрудничестве по проекту коридора Север-Юг.